# Bheki Mseleku
| Kattints az alábbi külső linkek egyikére! | Kattints az alábbi külső linkek egyikére! |
| ----------------------------------------- | ----------------------------------------- |
| Nem található szabad kép.(?)              |                                           |
| külső link · jogvédett                    | Bheki Mseleku                             |

Bhekemuzi „Bheki“ Mseleku (Durban, 1955. március 3. – London, 2008. szeptember 9.) dél-afrikai dzsessz-zenész. Zeneszerző, zongorista, szaxofonos és gitárjátékos volt.

## Lemezei
- Celebration (World Circuit, 1991)
- Meditations (Verve, 1992)
- Timelessness (Verve, 1993)
- Star Seeding (Polygram, 1995)
- Beauty of Sunrise (Polygram, 1997)
- Home at Last (Sheer Sound, 2003)